# Dolichozele huachucae
Dolichozele huachucae är en stekelart som beskrevs av Elbert Halvor Ahlstrom 2005. Dolichozele huachucae ingår i släktet Dolichozele och familjen bracksteklar. Inga underarter finns listade i Catalogue of Life.